# 趙樹吉
趙樹吉（？年—？年），郡廩生，道光二十九年己酉科（1849年）拔貢，道光二十九年己酉科舉人，道光三十年庚戌科聯捷進士，翰林院庶吉士，散館授職編修，國史館協修，本衙門撰文，掌江西道監察御史，禮科給事中，工科掌印給事中，咸豐戊午科順天鄉試同考官，同治壬戌科會試同考官，雲南迤西道，加三級，賞戴花翎，誥授通奉大夫。